# Cornești
Cornești est une commune de Transylvanie, en Roumanie, dans le județ de Cluj. Elle est composée des villages Cornești, Bârlea, Igriția, Lujerdiu, Morău, Stoiana, Tiocu de Jos, Tiocu de Sus et Tioltiur.

## Histoire
Le 7 septembre 1944, les hongrois prennent la ville.